# Ernst Perabo
Ernst Perabo (Wiesbaden, 14 de novembre de 1845 - Boston, Massachusetts, 29 d'octubre de 1920) fou un violinista i compositor alemany-estatunidenc.
Es traslladà amb els seus pares a Nova York, on va rebre la seva primera educació. La precocitat del seu talent la demostrà ja als nou anys, executant de memòria moltes composicions.
Enviat a Europa altra vegada per a perfeccionar-se en la música, restà a Hamburg (1858), i fou deixeble del Conservatori de Leipzig. De retorn als Estats Units, s'establí a Boston, on gaudí de fama com a pianista i professor, tenint entre els seus alumnes a Amy Beach i William Edwin Haesche. Entre les seves composicions hi figuren: un Scherzo, Estudis, Preludis, Romança i Toccatina, i diverses transcripcions i altres obres.